# Ereunetea flava
Ereunetea flava là một loài bướm đêm trong họ Geometridae.